# 샤오메이친
샤오메이친(중국어 정체자: 蕭美琴, 한어 병음: Xiāo Měiqín, 웨이드-자일스: Hsiao1 Mei3-ch'in2, 백화자: Siau Bí-khîm, 한자음: 소미금, 1971년 8월 7일~)은 중화민국(대만)의 정치인이자 외교관이다. 2020년 7월부터 주미국 타이베이 대표를 맡고 있다. 일본 효고현 고베시에서 태어나 대만 타이난시에서 성장했고 미국으로 이주했다. 1993년에 오벌린 대학교를 졸업했고 1995년에 컬럼비아 대학교에서 정치학 석사 학위를 받았다.
샤오메이친은 민주진보당의 당원이자 민주진보당의 외교 정책에서 중요한 인물이다. 샤오메이친은 과거에 자유 인터내셔널의 부회장을 역임했다.
2024년 중화민국 총통 선거에서 부총통 후보자로 라이칭더 총통 후보자와 함께 출마하여 당선되었다.

## 생애 초반과 교육
샤오메이친은 일본 효고현 고베시에서 대만인 아버지인 샤오칭펀(蕭淸芬)과 미국인 어머니인 페기 쿨리(Peggy Cooley)의 딸로 태어났으며 대만 타이난시의 개신교 가정에서 중국어, 대만어, 영어를 말하면서 성장했다. 샤오메이친은 고등학교 시절에 미국으로 이주했고 오벌린 대학교에서 동아시아학 학사 학위를 받았다. 그 외에 컬럼비아 대학교에서 대학원 과정을 전공하면서 정치학 석사 학위를 받았다.

## 정치 경력
샤오메이친은 미국 주재 민주진보당 대표 사무실에서 활동 조정자로 근무했다. 대만으로 돌아온 이후에는 당의 외교 부문 담당자로 10년 넘게 여러 국제 회의에서 당을 대표했다. 2000년에 천수이볜이 중화민국의 총통으로 취임한 이후에 샤오메이친은 거의 2년 동안 천수이볜의 통역과 조언자로 활동했다. 공직자 재직 시절에 미국과 대만 이중국적이 정치적 이슈가 되었고 2000년에 통과된 공무원 고용법에 따라 미국 국적을 포기했다.

### 입법 경력
샤오메이친은 2001년 1월에 자신의 국제 관계 경험을 살려 재외 교민 선거구를 대표하는 보충 의원으로서 민주진보당 후보로 출마하겠다는 의사를 밝혔고 같은 해 12월에 선출되었다.
샤오메이친은 2004년 12월에 실시된 입법위원 선거에서 타이베이시 신이구 북부, 쑹산구, 난강구, 네이후구, 스린구, 베이터우구를 관할하는 타이베이시 제1선거구 후보로 출마하여 당선되었다. 입법위원 재직 시절에는 외교·교민 사무위원회, 절차위원회, 징계위원회 등에서 활동했다.
샤오메이친은 입법원에서 여성의 권리, 대만에 거주하는 외국인의 권리, 인권을 비롯한 다양한 문제들을 다루었다. 샤오메이친은 최소 1명의 대만 국적의 부모에게서 태어난 사람들이 나이에 관계 없이 대만 국적을 취득할 수 있도록 하는 내용을 담은 국적법 개정을 지지했고 이민법에 차별 금지, 가정 폭력 방지와 관련된 내용을 추가하는 안건을 제안하고 지지했다. 또한 동물보호법 개정안을 발의했고 2005년 1월에는 성희롱 방지법의 통과를 추진하기도 했다.
샤오메이친은 2005년 5월에 불가리아 소피아에서 열린 자유 인터내셔널의 연례 대회에서 대만 민주진보당 대표로 참여했고 해당 조직의 부회장으로 선출되었다. 이 과정에서 샤오메이친은 자신과 민주진보당 대표들이 불가리아를 방문하던 동안에 소피아 주재 중국(중화인민공화국) 대사관에서 보낸 신원을 알 수 없는 2명의 미행을 받았다고 주장했다. 샤오메이친은 같은 달에 대만의 야구 팬들에게 뉴욕 양키스에 이메일을 보내 대만 출신 투수인 왕젠민이 메이저 리그 베이스볼에 잔류하도록 요청하는 캠페인을 시작했다.
샤오메이친은 불충분한 충성심으로 인하여 일부 정당 지지자들에 의해 표적이 된 민주진보당 소속 의원들 가운데 한 사람이었다. 2007년 3월에 있었던 친독립 성향의 라디오 방송에서는 샤오메이친을 "중국금"(中國琴)이라고 부르면서 민주진보당의 옛 신조류계(新潮流系)와 가깝다고 조롱했다. 샤오메이친은 몇몇 민주진보당원의 지지를 받았지만 2008년 1월에 실시된 입법위원 선거에서는 몇몇 논란의 여파로 인하여 출마하지 않았다.
샤오메이친은 2008년 1월 31일에 자신의 임기가 끝나면서 입법원을 떠났다. 2008년 총통 선거에서는 셰창팅 민주진보당 후보의 캠페인 대변인을 역임했으나 셰창팅은 마잉주 중국 국민당 후보에 패배했다. 그 외에 대만서장교류기금회(臺灣西藏交流基金會) 부회장, 대만민주기금회(臺灣民主基金會) 이사, 아시아 자유 민주 연맹(亞洲民主自由聯盟) 집행위원회 위원, 대만 여자 스포츠 협회(臺灣女子體育運動協會) 이사장을 역임했다.
샤오메이친은 2012년 2월에 실시된 입법위원 선거에서 민주진보당의 비례대표 7번 의원으로 당선되었다. 2016년에 실시된 입법위원 선거에서는 화롄현 선거구 민주진보당 후보로 출마하여 왕팅성(王廷升) 중국 국민당 후보를 누르고 당선되었다. 2019년 8월에는 민주진보당의 공천을 통해 화롄현 후보로 선출되었다. 하지만 2020년에 실시된 입법위원 선거에서 무소속 후보로 출마한 푸쿤치(傅崐萁) 후보에게 패배하여 낙선했다.

### 외교 경력
샤오메이친은 2020년 3월에 국가안전회의 자문위원에 임명되었다. 같은 해 6월에는 가오숴타이의 뒤를 이어 여성으로는 처음으로 미국 주재 대만 대표로 임명되었다. 샤오메이친은 2020년 7월 20일에 미국 주재 대만 대표로 취임했다. 2020년 9월 20일에는 트위터 계정을 통해 자신을 "미국 주재 대만 대사"라고 소개했다.
샤오메이친은 2021년 1월 20일에 열린 조 바이든 대통령 취임식에 공식적으로 초대받았는데 미국 주재 대만 대표가 참석한 것은 1979년에 미국과 대만 간의 외교 관계가 단절된 이후에 처음이다. 샤오메이친은 미국 국회의사당 앞에서 "민주주의는 우리의 공통 언어이며 자유는 우리의 공통 목표입니다."라고 밝혔다. 샤오메이친은 2023년 11월 20일에 2024년 중화민국 총통 선거에서 라이칭더 민주진보당 총통 후보로부터 러닝메이트(부통령 후보)로 지명되었고 같은 해 11월 30일을 기해 주미국 대만 대표 자리에서 물러났다.

## 사생활
샤오메이친의 아버지인 샤오칭펀은 타이난 신학교 총장을 역임했다. 2000년 11월에는 대만의 타블로이드 잡지인 《신신문》(新新聞)이 뤼슈롄 당시 부총통이 천수이볜 당시 총통과 샤오메이친 간의 불륜 관계 의혹을 제기했다는 거짓 주장을 보도했다. 뤼슈롄은 그러한 이야기를 뒷받침할 증거가 없다며 민사법원에 해당 잡지를 명예 훼손 혐의로 고소했다. 《신신문》은 결국 조작된 보도였음을 인정했고 법원으로부터 당사자에게 사과하고 반론보도를 하라는 명령을 받았다.
샤오메이친은 정치 경력 동안에 민주진보당 소속 입법위원을 역임했던 동료 정치인인 정리쥔(鄭麗君), 추이잉(邱議瑩)과 함께 "민주진보당의 S.H.E"라는 별명을 얻었다. 샤오메이친은 또한 오랫동안 대만에서 성평등과 성소수자의 권리를 지지했다.
샤오메이친은 2020년 7월에 미국 주재 대만 대표 자격으로 미국으로 출국할 때에 고양이 4마리를 데려갈 계획을 밝혔을 정도로 고양이 애호가였다. 샤오메이친은 대만의 특사로서 중국의 공격적인 전랑 외교(戰狼外交, 늑대 전사 외교)에 대해 자신의 브랜드인 "고양이 전사 외교"(戰猫外交, 전묘 외교)로 맞서 싸울 것이라고 말했다. 2012년에 태풍 사올라가 대만에 상륙하던 당시에 샤오메이친은 진흙밭에서 길고양이를 발견하여 훗날 총통을 역임한 차이잉원에게 주었는데 차이잉원은 이 고양이를 "샹샹"(想想)이라고 이름지었다.